# Конвенція 1833 року
Конвенція 1833 року (1—13 квітня) — політичне зібрання мешканців мексиканського Техасу, що було продовженням Конвенції 1832 року, вимоги якої не були виконані урядом Мексики. Попри політичну непевність через нещодавно завершену Громадянську війну, 56 делегатів зустрілися у Сан Феліпе де Остін, щоб виробити ряд петицій до мексиканського уряду.
Нестабільний Вільям Вортон головував на зібранні. Хоча план Конвенції загалом відображав Конвенцію 1832 року, делегати також погодилися домагатися статусу незалежності для провінції, що в той час була частиною штату Coahuila y Tehas. Під контролем Сема Х'юстона, колишнього губернатора штату Теннессі, комісія склала проєкт конституції, щоб представити його мексиканському Конгресу. Запропонована конституція загалом базувалася на політичних принципах США, однак зберігала деякі іспанські традиції. Делегати також вимагали звільнення від мита та зняття заборони на імміграцію в Техас.
Деякі громадяни скаржилися, що ця конвенція так само як і попередня, була незаконною. Однак Стівен Остін прибув до Мехіко, щоб представити петиції урядові. Розчарований відсутністю прогресу, в жовтні Остін написав листа, підбурюючи техасців формувати уряд власної країни. Лист був переданий мексиканському урядові й Остін був ув'язнений на початку 1834 року. Протягом його ув'язнення федеральна влада та влада штату вдалися до ряду заходів, щоб заспокоїти колоністів, включаючи створення суду присяжних. Остін зазначав, що "будь-яке зло, на яке скаржилися, було подолане."

## Передумови
Мексика здобула свою незалежність від Іспанії в 1821. Після повалення монархії новоствореної держави, Конституція 1824 року затверджувала федералістську Республіку, що складалася з кількох штатів. Малонаселеним провінціям було відмовлено в устрої штатів, а замість цього вони зливалися з сусідніми районами. Мексиканський Техас,  що був східним кордоном, була об'єднана з Коауїла, щоб сформувати новий штат Коауїла-і-Техас. Щоб полегшити управління, штат був розділений на кілька районів; весь Техас був включений в Департамент Béxar.
Техас був частиною мексиканського прикордоння, і поселенці зіткнулися з частими набігами місцевих племен. Бувши  банкрутом і не в змозі забезпечити великої військової допомоги, в 1824 році федеральний уряд законодавчо дозволив імміграцію з США та Європи, сподіваючись, що приплив поселенців буде перешкоджати набігам. З тим як число американців, що живуть в Техасі зросла, Мексиканська влада стали побоюватися, що США мала намір анексувати території, можливо силою., щоб упередити можливу загрозу, Мексиканський уряд прийняв закон від 6 квітня 1830, який обмежив імміграцію з США в Техас і вимагав першого підвищення митних зборів. нові закони були непопулярні як і серед місцевих мексиканців у Техасі (Tejanos) так і новоприбулих іммігрантів (Texians).

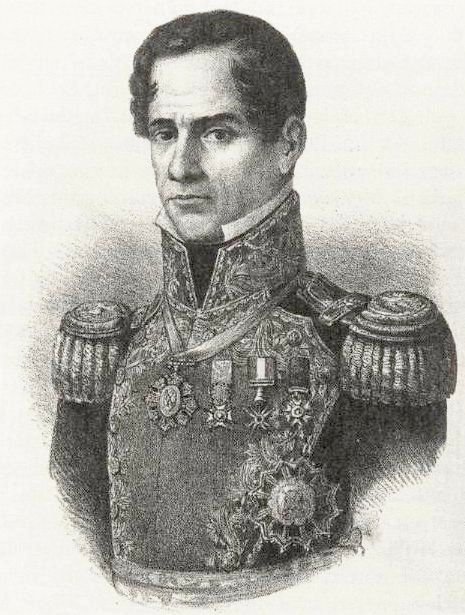
Повстання Генерала Антоніо Лопеса де Санта-Анна проти Мексиканського уряду послужило Техасцям виправданням своєму власному повстанням

У 1832 році генерал Антоніо Лопес де Санта-Анна підняв повстання проти централістського уряду президента Анастасіо Бустаманте. під приводом, що вони підтримали Санта-Анна, невелика група техасців озброїлися і скинули командира гарнізону, який ввів нові митні збори. інші поселенці наслідували їх приклад, і через кілька тижнів всі Мексиканські солдати в східній частині Техасу були змушені покинути розташування.
Окрилені військовими успіхами, техасці організували політичну Конвенцію, щоб переконати Мексиканську владу послабити закони 6 квітня 1830 року. хоча у двох муніципалітетах з найбільшим населенням Теханос, Сан-Антоніо-де-Béxar і Вікторіа, відмовилися від участі, 55 делегатів зустрілися в жовтні на Конвенції 1832 року. Вони ухвалили ряд резолюцій, в яких просили внести зміни в управління штату Техас. Найбільш суперечливим був пункт про незалежність Техасу, окремо від Коауїла. після затвердження списку резолюцій делегати створили сім членів ЦК для скликання майбутніх зустрічей.
Перш ніж список проблем міг бути представлені перед державними й федеральними урядами, Рамон Músquiz, політичний начальник Департаменту Béxar, постановив, що Конвенція була незаконною. Закон постановив, що громадяни повинні протестувати, до їх місцевих айюнтам'єнто (аналог міської ради), який передасть їх занепокоєння політичному начальнику. Політичний керівник міг передати це занепокоєння у відповідний державний орган. оскільки ця процедура не була дотримана, Músquiz анулював резолюції.

## Підготовка
Відсутність представників Техано сприяло переконанню, що тільки прибулі в Техас були незадоволені. Президент Конвенції 1832 року, Стівен Ф. Остін, відправився в Сан-Антоніо-де-Béxar, щоб заручитися підтримкою для змін, яких вимагала Конвенція. Остін виявив, що Теханські лідери багато в чому погоджувалися з результатом Конвенції, але проти методів, з допомогою яких ці резолюції були запропоновані. Вони закликали до терпіння; Бустаманте ще був президентом і не схвалював петиції від поселенців, які нещодавно стали на бік його суперника, Санта-Анна.
Як компроміс, міська рада Сан-Антоніо-де-Béxar склала петицію, що містила аналогічні формулювання резолюцій Конвенції. Виходячи з правових норм, вони представили це Músquiz, який передав її в Мексиканський Конгрес на початку 1833. в цей час, федеральний уряд і уряди штатів були в дії. Бустаманте вже пішов з поста президента в кінці грудня 1832 в рамках договору щоб завершити громадянську війну. Ефективної державної влади не було. Губернатор штату Коауїла-і-Техас помер у вересні 1832 року, і його заміна, федераліст Хуан Мартін-де-Veramendi, негайно розпустив законодавчий орган штату, який мав централістські тенденції. Veramendi призначив вибори, щоб сформувати новий уряд на початку 1833. Через політичну невизначеність, Остін переконував, що федеральному урядові буде дано кілька місяців для розгляду клопотання. Якщо не буде виконано ніяких дій, він порадив, щоб жителі Техасу утворювали свій державний уряд, по суті, оголосивши незалежність від Коауїла, якщо не від Мексики.
Терміни Остіна був схвалений теханськими лідерами, але це не втихомирювало техаських поселенців. До кінця грудня, Центральний комітет закликав до створення нової Конвенції в Сан-Феліпе-де-Остін у квітні 1833. вибори були призначені на березень. цей акт збентежив теханських лідерів, які побачили в цьому порушення своєї угоди з Остіном.
Громади в Техасі обрали 56 делегатів у новий конгрес. На відміну від попередніх виборів, Сан-Антоніо-де-Béxar також направив делегатів, у тому числі Джеймса Боуї, зятя губернатора Бераменді. Боуї, як і багато його колег-делегатів, був відомий як агітатор, який хотів термінових змін. Більшість делегатів попереднього з'їзду були більш обережними.

## Створення
Конвенція 1833 р. була відкрита 1 квітня 1833 року, в місті Сан-Феліпе-де-Остін. За збігом обставин, цього дня Санта-Анна був приведений до присяги як новий президент Мексики. Делегати, обрали Вільяма Х. Уортона, "відомого шибайголову", як голову Конвенту. Уортон програв президентство попередньої Конвенції. історик Вільям К. Девіс описує вибори Уортона  як "публічну заяву, що поки Остіна ще поважали, його помірному курсу більше не слідували".
У перший день, ряд делегатів звернувся до Конвенції, щоб виправдати останні дії техасців. Багато хто стверджував, що висилка більшості гарнізонів в регіоні була не зрадою по відношенню до Мексики, а опором до певної форми правління. Сем Хьюстон, який представляв Накогдочес, зазначив, що "Санта-Анна був тільки іменем, яке використовувалося як привід для опору гнобленню". деякі делегати стверджували, що нещодавно завершився громадянської війни виїхав в Мексиці занадто багато потрясінь, щоб забезпечити ефективне правило для Техасу. Вторячи американської революції гасло "ніяких податків без представництва", один делегат наполягав на тому, що Техас не був пов'язаний з мексиканським законами, оскільки його поселенці не мали уявлення. Цей делегат упускати з уваги той факт, що в Техасі були видані два представника в Коауїла-і-Техас законодавчий орган.
Остін представив огляд подій, що відбулися в Техасі і в решті частини Мексики за попередній рік. Він перерахував ряд претензій до політичної і судової системи і прийшов до висновку, що Техас повинен стати незалежною державою. Це може бути виправдано, на його думку, конституцією 1824.

### Конституція держави
На другий день з'їзду, делегати погодилися домагатися окремої держави. Остін написав другу: "тепер ми можемо підтримувати державний уряд. і жодна країна ніколи не потребувала більше, ніж це". Х'юстон був призначений головою Комітету з підготовки проекту нової конституції держави. Хоча Х'юстон не жив в Техасі дуже довго, він був добре відомий, служив губернатором штату Теннессі і членом Конгресу Сполучених Штатів.

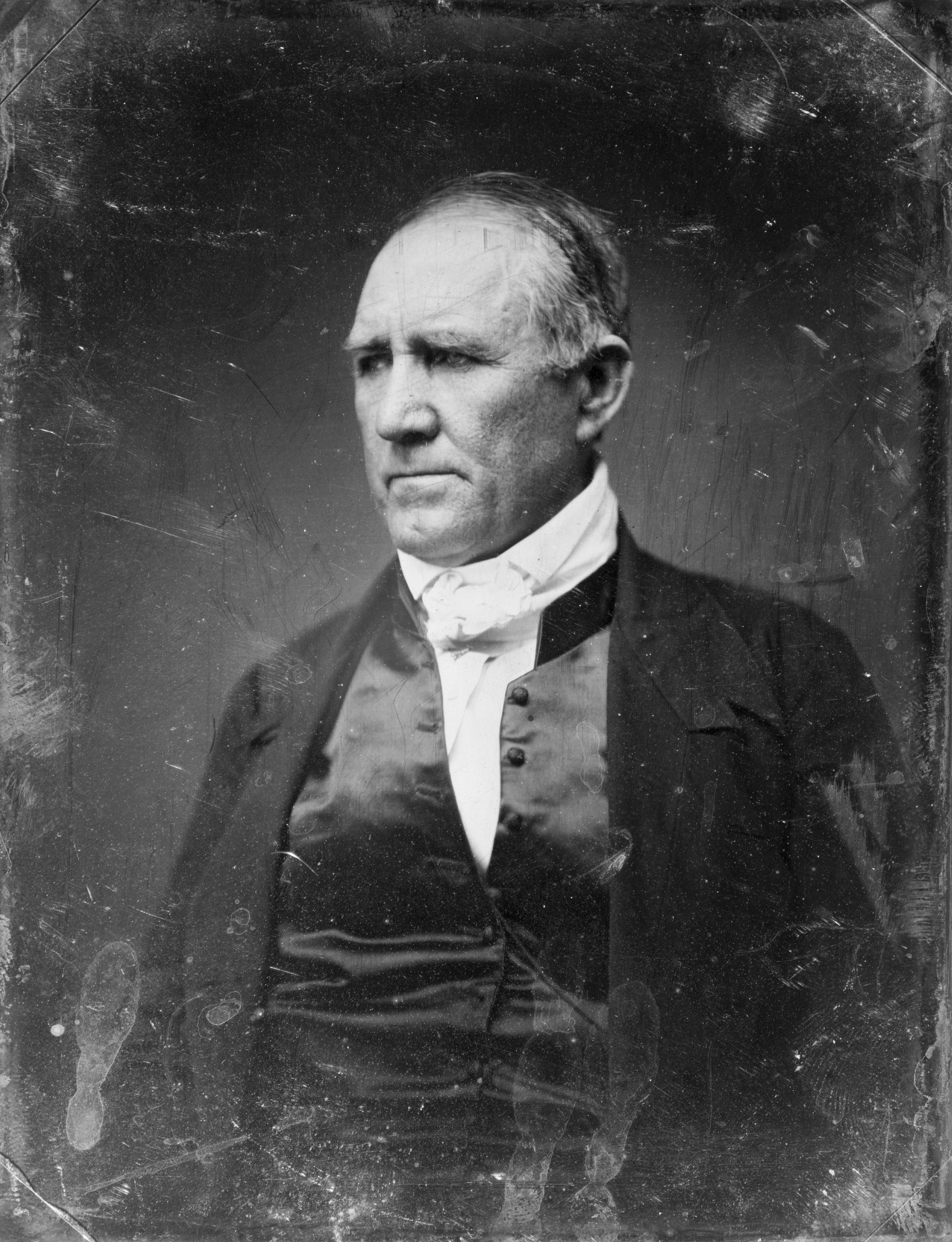
Сем Х'юстон був головою комітету, який написав конституцію.

Нова Конституція була заснована на копії Конституції штату Массачусетс 1780 року, наданої одним з членів комітету. У запропонованому документі також витягнутому з конституцій інших штатів  США, включаючи Луїзіану, Міссурі і Теннессі. Він надав "маленьку деталь" для нової системи влади. Структура виконавчої влади, запропонована Остіном, потребувала губернатора, який обиратиметься строком на два роки. Держава повинна мати двопалатний законодавчий орган і трирівневу судову систему, місцеві та окружні суди, в кінцевому рахунку, під контролем Верховного суду.
Був включений білль про права з 27 статей, що містить, на думку історика Говарда Міллера, "вражаючий список" захищених прав. У цьому документі узгоджені в тісній співпраці з сучасними американськими політичними ідеалами, особливо поняття, що всі люди мають право на свободу. Мова і поняття були почерпнуті з перших восьми поправок до Конституції США. Документ передбачав суд присяжних, явний відхід від національного законодавства, яке передбачало, що судові процеси мають слухатися місцевою  алькальдою. Обвинуваченим надавався адвокат і право розглядати будь-які докази проти них. Вони будуть захищені від надмірної застави або жорстоких і незвичайних покарань. Цивільні влади будуть мати пріоритет над військовою владою. Делегати також погодилися захищати "вільне висловлювання  думок і переконань", фраза ретельно підготовлена, має на увазі свободу слова, зібрань і преси. Хоча це також може бути витлумачено, як свобода віросповідання, Делегати не бажали явно надавати це право, знаючи, що це викличе бурю обурення в католицькій Мексиці.
Деякі права були взяті з іспанської практики. Запропонована Конституція забороняла англійську практику майорату і втілення, слідуючи змінам в іспанському законодавстві в 1821 році. Делегати зберегли традиційну іспанську заборону на вилучення у боржника фізичної власності і продовжив його забороною на позбавлення волі як покарання за борги. Це була нова ідея. У Сполучених Штатах, дев'ять штатів перерахували ряд умов, за яких боржник не міг бути ув'язнений, але жодний штат не мав безумовної заборони на практиці.
Запозичуючи з резолюцій Конвенції 1832 року, делегати прописали в Конституції гарантії безкоштовної державної освіти. Крім того, вони заборонили незабезпечену паперову валюту і наполягали, що економіка держави повинна бути заснована виключно на твердій валюті. коли Конституція була закінчена, Девід р. Бернет очолював підкомітет для написання  листа Мексиканській владі, щоб пояснити переваги цієї пропозиції.

### Резолюції
На додачу до розробки державної Конституції, делегати ухвалили ряд резолюцій, які просили Мексиканську владу про проведення реформ. Кілька з них були співзвучні резолюціям, прийнятих на торішній Конвенції. Делегати знову наполягали на тому, що заборона на імміграцію повинна бути скасована,  митні збори мають бути  зняті. Резолюції також вимагали додаткового захисту від набігів місцевих племен, і що уряд  мусив запровадити більш ефективні системи доставки пошти.
  — Текст резолюції, яка засуджує рабство
Одна з резолюцій, яка б більше підходила для проходження в закони штату, ніж від групи стурбованих громадян. Можливо, щоб спокутувати деякі з більш революційних елементів, яких вони вимагали, як один з їх укладених актів делегатами  була прийнята резолюція, яка засуджувала работоргівлю в Техасі. Конституція 1824 вже скасувала работоргівлю, і Конституція Коауїла-і-Техас заборонила ввезення рабів в штат. Більшість поселенців в Техасі ігнорувала обмеження і замість того, перетворювала рабів на слуг, підневільних на 99 років. Африканські раби ще були імпортовані в Техасі іноді, і корабель, що перевозив рабів на зупинявся  в затоці Галвестон, коли Конвенція зустрілася. Цей корабель, як і більшість інших, що використовувалися для імпорту рабів, прийшли з Куби, яка була володінням Іспанії. Через те, що  Іспанія офіційно не визнавала незалежність Мексики, делегати розглядали це торговою зрадою для Мексики.
Делегати постановили, що постанова буде надрукована в газетах в Мексиці  і в Новому Орлеані. це не було надруковано в Техасі, чітко вказуючи, що це було призначене, щоб впливати на громадську думку в Мексиці, а не в Техасі. ця резолюція не мала обов'язкової сили, і раби надалі були імпортовані в Техас через Кубу.
Незважаючи на потужну пропаганду меншин за односторонню реалізацію пропозицій, делегати погодилися представити запити в Мексиканський Конгрес для схвалення. Вони погодилися вжити заходів, якщо їх вимоги будуть проігноровані. Як останній акт, делегати обрали Остіна, Джеймса Міллера, і Еразмо Сегіна , щоб доставити їх прохання в Мехіко. Сегін, відомий житель Сан-Антоніо-де-Béxar, не був присутній на Конвенції. Делегати сподівалися, Остін зможе переконати Сегіна, щоб супроводжувати його, таким чином маючи на увазі, що Теханоси підтримують резолюції.

## Підготовка до передачі
Коли конвенція завершила свою роботу 13 квітня, Остін відправився прямо в Сан-Антоніо-де-Béxar, щоб зустрітися з Сегіном. Сегін скликав ряд зустрічей, що відбувалися з 3 по 5 травня, де відомі місцеві жителі, обговорювали Конвенцію. Він був єдиним жителем Бексара, що  повністю підтримував окрему державність. інші жителі припустили, що столиця Коауїла-і-Техас повинна бути переміщена в Сан-Антоніо-де-Béxar, даючи Техасу більшої влади. Там був прецедент; під Вераменді, столиця була перенесена з Сальтільйо в Монклову. Якщо законодавчий орган відхилив би цей крок, ці жителі обіцяли підтримати окрему державність.
Третя група жителів вважала, що Конвенція, як і її попередник, була незаконною. У їх розумінні законів, тільки Законодавчі Збори штату були в змозі звернутися до мексиканського Конгресу для такої різкої зміни. Остін стверджував, що закони насправді означалв, що ніхто не міг просити від імені народу, без згоди народу, і Конвенція, і була такою згодою. Зустрічі завершилися без згоди щодо того, як вчинити. Остін писав, що "люди тут згодні по суті з рештою Техасу, але відрізняються як за поведінкою, і не висловлюються ні за, ні проти".
Сегін відмовився супроводжувати Остіна. Міллер також відмовився. Техас був в муках від епідемії холери, і Міллер, лікар, вважав своїм обов'язком залишитися і доглядати за хворими. Остін відвідав Голіад, але не зміг залучити жодного теханця. Він вирішив поїхати в Мехіко сам; він відвідав його кілька разів і заробив гарну репутацію серед урядових чиновників. Хоча він був попереджений, що його прийом швидше за все буде поганим, він ігнорував пропозиції відкласти свою подорож.

## Реакція
У Мексиці, всюди ходили чутки, що Техас був на межі революції. Багато громадян в Матаморосі вважали, що техасці вже проголосили незалежність і стали збирати армію. Санта-Анна був розлючений, особливо щодо причетності Х'юстона, колишнього офіцера армії США.

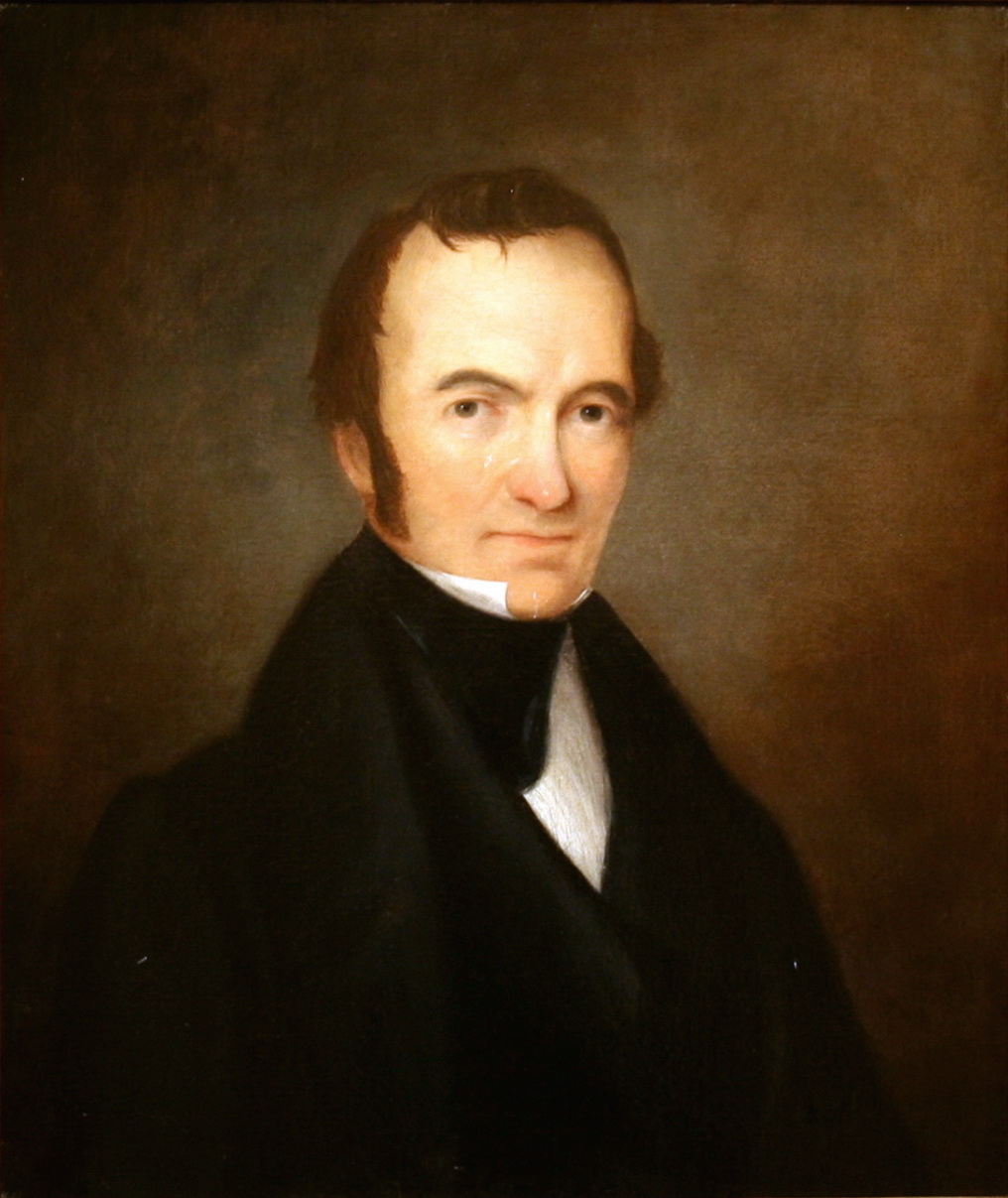
Стівен Ф. Остін передав резолюції Конвенції в Мехіко.

Відразу після того як Санта-Анна приступив до виконання своїх обов'язків у квітні, він передав усі повноваження по прийняттю рішень своєму віце-президенту, Валентину Гомесу Фаріасу, і пішов у сільську місцевість. Фаріас прийняв багато федералістських реформ, що викликало невдоволення громадян і армійських  голів Велика частина країни вимагала повернення до централізму, але техасці хотіли робити подальші кроки до самоврядування. До того моменту коли Остін прибув до Мехіко, 18 липня, кілька мексиканських Штатів брали участь в дрібних заколотах проти реформ Фаріаса. Хоча техасці вигнали війська зі своєї провінції ще до того як Санта-Анна і Фариасе вступили на посаду, багато чиновники асоціювали провінцію з іншими бунтівними штатами і підозрювали про наміри Остіна.
Епідемія холери досягла Мехіко в дні приїзду Остіна, спонукаючи Конгрес відкласти справи до того як  Остін міг представити резолюції Конвенції. Поки він чекав скликання Законодавчих Зборів до Остіна дійшли чутки, що техасці планували третю Конвенцію, щоб в односторонньому порядку оголосити себе окремою державою. Хоча Остін був також розчарований з приводу відсутності прогресу, він не схвалював таку радикальну пропозицію. У спробі придушити більш радикальні угруповання у Техасі, в жовтні Остін надіслав лист в міську раду в Сан-Антоніо-де-Béxar, в якому він запропонував, що всі міські ради повинні спільно сформувати новий уряд країни. В те, що може інтерпретуватися як запальний жест, Остін підписав свій лист "діос і Техас" ("Бог і Техас"), а не традиційним мексиканським підписом "діос і лібертад" ("Бог і свобода"). через кілька днів після того, як він відправив лист, імміграційну заборону було скасовано, заспокоюючи одне з основних занепокоєнь техасців.
Остін розраховував на те, що лист досягне його друга Мускіса, якому можна було довіряти, щоб визначити, коли або чи було доречним публічно розкривати її зміст. Прийшов лист, а Мускіса не було в місті і він був прочитаний байдужим членом міської ради. На його прохання, міська рада Сан-Антоніо-де-Béxar направила лист державним чиновникам в Коауїла. Новий губернатор, Франсиско Відауррі і Вільясеньйор, наказав арештували Остіна. Остін був заарештований в грудні за підозрою в державній зраді. Він був ув'язнений  весь 1834 рік і залишився в Мехіко до липня 1835.
Протягом ув'язнення Остіна, уряд звернувся ще з кількома пропозиціями в рамках Конвенції. На вимогу Санта-Анни,  законодавці Коауїла-і-Техас прийняли ряд заходів, щоб втихомирити техасців. На початку 1834, штат Техас отримав додаткове місце в Законодавчих Зборах штату. Американський емігрант був призначений Генеральним прокурором, і, вперше, іноземці отримали дозвіл на участь у роздрібній торгівлі. Кілька американських правових понять, у тому числі і суд присяжних, були введені в Техас, і англійська була проголошена як друга мову. Нарешті, держава створила чотири нових муніципальних утворень в Техасі: Матагорда, Сан-Огастін, Бастроп і Сан-Патрісіо. В листі до друга, Остін писав: "всяке зло на яке скаржилися було подолане. Це повною мірою компенсує мені все, через що я постраждав."